# Wanen

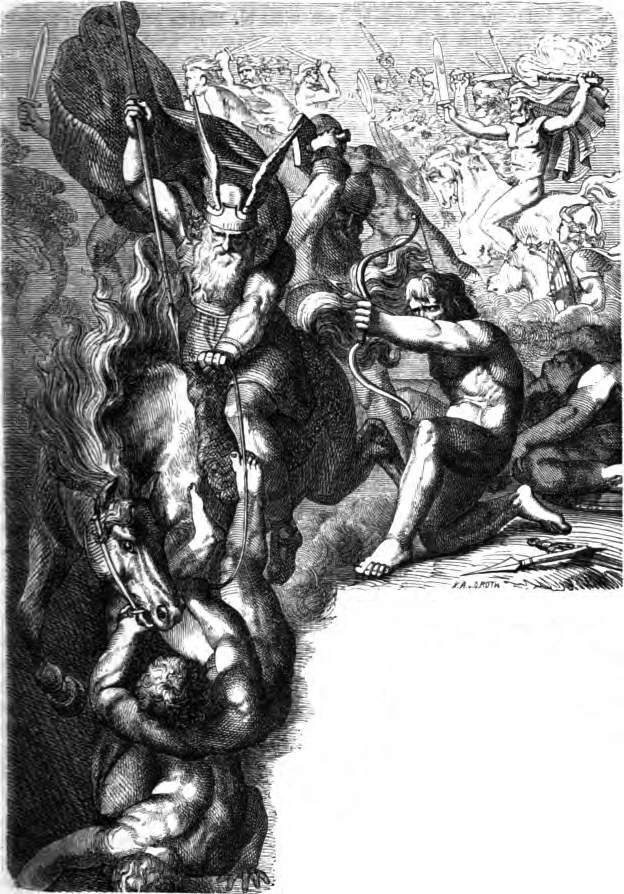
De Asen vechten tegen de Wanen

De Wanen, ook Vanir of Vanen genoemd, zijn in de Noordse mythologie de volgelingen van Vili en Ve. Zij staan tegenover de Asen. Deze beide godenfamilies zijn ontstaan nadat Odin, Vili en Ve de wereld hadden geschapen. Odin was nog niet tevreden, maar zijn broers wel, die wilden gaan rondtrekken in hun schepping. Zo zijn de twee "godenfamilies" ontstaan.
Later zou er tussen beide families ruzies ontstaan, omdat de Asen een muur wilden bouwen om Asgaard te beschermen. De Wanen wilden dit niet omdat dit hun vrije doorgang zou belemmeren. De Wanen trokken namelijk rond, zij bleven niet op één plaats. Zo ontstond er een oorlog tussen de Asen en de Wanen.
Regelmatig zullen beide families zich herverzoenen en ten slotte Kvasir in het leven roepen om hen te helpen de vrede te bewaren door tussen beide families als "ombudsman" te fungeren.
Bovendien zullen de beide families "gijzelaars" uitwisselen. Enkele van de Asen zullen bij de Wanen gaan wonen en omgekeerd. Zo zouden Njord met zijn dochter Freya en zoon Freyr naar de Asgaard verhuizen en is o.a. Hœnir met de Wanen gaan rondtrekken.

## Karakteristieken
De Wanen zijn vruchtbaarheidsgoden, goden van de zee en de overvloed. Daar waar de Asen als uitgesproken handelende en vaak strijdende goden werden gezien, golden de Wanen als rijk, rijkdomschenkend, de patronen van vruchtbaarheid, geluk en vrede en, samen met de Asen, van eenheid.
Ze bezitten diepe kennis van magische kunst en kennen ook de toekomst. Er werd gezegd dat Freya de Asen de magie leerde.
Ze praktiseerden endogamie en zelfs incest, wat bij de Asen verboden was. Zo waren bijvoorbeeld Freyr en Freyja kinderen van Njord en zijn zuster (zie Nerthus).
Latere conflicten met christenen die het heidense noorden probeerden te bekeren bleken vaak hardnekkig vanwege de cultussen rond deze Wanen. Bij die cultussen hadden de Noordse stammen hetzij voor de Wanen hetzij voor de Asen gekozen, of soms voor beide. In streken waar visvangst en scheepvaart primeerden werd vaker voor Wanencultussen geopteerd.

## Locatie
De hoofdverblijfplaats, het thuisland, van de Wanen is Vanaheim, een van de drie 'bovenwerelden'. Maar in de Noordse mythologie wordt de werkelijke aanwezigheid van de goden verspreid over de levensboom Yggdrasil gezien, die zichzelf over de hele kosmos uitstrekt (zie: Noordse kosmogonie).

## Wanen of Alven
De Edda levert een mogelijke identificatie van de Wanen met de elfen (Alven of Alfar), omdat er vaak evengoed wordt melding gemaakt van "de Asen en Wanen" als van "de Asen en Alven" als aanduiding van "alle goden". Zowel Wanen als Alven waren vruchtbaarheidskrachten en daarom suggereert die verwisselbaarheid dat de Wanen in feite synoniem waren voor de elfen. Het zou kunnen dat beide soortnamen wel een verschil in status reflecteren, waarbij de elfen mindere vruchtbaarheidsgoden waren, vergeleken bij de Wanen als meer uitgesproken vruchtbaarheidsgoden. Op die manier zou Freyr dan de natuurlijke heerser over de elfen in Alfheim gelden.
Chronologisch zouden de elfen ook uit een vroegere tijd kunnen stammen, waarna zij geleidelijk en slechts gedeeltelijk zijn gesubstitueerd door de Wanen, een meer uitgesproken verzameling geïndividueerde drijfkrachten op basis van vruchtbaarheid.
Hedendaagse herbeleving van een Noordse religie die zich op de Wanen focust wordt soms met
Vanatrú aangeduid.

## Wanen en hun gasten op een rijtje
- Freyja
- Freyr
- Gerd
- Gullveig, Toen de Asen haar slecht behandelden veroorzaakte dat de oorlog tussen de goden
- Hœnir, een Ase gijzelaar
- Mímir, een Ase gijzelaar
- Kvasir
- Lýtir
- Njǫrðr
- Skaði
- Ran
- Atla

Er wordt mogelijk een verband tussen Heimdall en de Wanen opgemerkt door H.R. Ellis Davidson.